# ملعب أنجي أرينا
استاد أنجي أرينا  (بالروسية: Анжи-Арена) والذي كان يعرف باسم استاد خَزَرْ (بالروسية: Хазар) - هو الملعب الرئيسي لنادي أنجي محج قلعة، ويقع بين عاصمة داغستان محج قلغة ومدينة كاسبييسك. قدرة استيعاب الملعب 28 ألف مشجع.

## التاريخ
افتتح استاد أنجي أرينا في 22 يوليو 2003، في اليوم الذي لعب نادي «أنجي» مع فريق «كوبان» كراسنودار.
في 1 مارس 2013 وفي اجتماع لجنة اتحاد روسيا لكرة القدم بشأن تراخيص الملاعب، قررت اللجنة إصدار شهادة مطابقة لاستاد أنجي أرينا.